# يان سمارت
يان سمارت (بالإنجليزية: Ian Smart)‏ هو لاعب كرة القدم الكندية أمريكي، ولد في 28 فبراير 1980 في كينغستون في جامايكا.